# Deštná (district de Jindřichův Hradec)
Pour les articles homonymes, voir Deštná.
Deštná (en allemand : Deschna) est une ville du district de Jindřichův Hradec, dans la région de Bohême-du-Sud, en République tchèque. Sa population s'élevait à 741 habitants en 2020.

## Géographie
Deštná se trouve à 15 km au nord-nord-ouest de Jindřichův Hradec, à 46 km au nord-est de České Budějovice et à 97 km au sud-sud-est de Prague.
La commune est limitée par Březina au nord, par Světce à l'est, par Lodhéřov au sud et par Pluhův Žďár, Vícemil, Chotěmice et Budislav à l'ouest.

## Histoire
La première mention écrite de la localité date de 1294. La commune a le statut de ville depuis le 10 octobre 2006.

## Source
- (cs) Cet article est partiellement ou en totalité issu de l’article de Wikipédia en tchèque intitulé « Deštná (okres Jindřichův Hradec) » (voir la liste des auteurs).